# Sedia gestatoria
Sedia gestatoria (lat.) ili papinska nosiljka je ceremonijalno prijestolje na kojem su pape do 1978. godine nošene na ramenima, a koje je danas zamijenjeno papamobilom. Nosijku je nosilo dvansestorica muškaraca (palafrenieri) u crvenim odorama, upotrebljavana je u procesiji nakon izbora novoga pape. Novoizabrani papa nošen je u njoj od Sikstinske kapele do bazilike svetog Petra, gdje se održavala njegova krunidba. Ovu tradiciju u potpunosti je ukinuo papa Ivan Pavao II., a njegovi nasljednici je nisu vratili u uporabu.